# Hanns Rheindorf
Hanns Rheindorf (* 2. Juli 1902 in Wiesdorf; † 5. Mai 1982 in Köln) war ein deutscher Bildhauer und Goldschmied.

## Werdegang
Hanns Rheindorf erhielt seine künstlerische Ausbildung an den Kölner Werkschulen in den Jahren 1922 bis 1928. Seine Lehrer waren unter anderem Dominikus Böhm und Georg Grasegger. Der Künstler war als Bildhauer, Goldschmied und Emailkünstler tätig.

## Werke (Auswahl)
- Tabernakel (Silber), St. Bruno – Köln-Klettenberg (1956)[4]
- Altarbaldachin für den Hauptaltar der Vatikankirche auf der Expo Brüssel (1958)[5]
- Taufkanne in Form eines Fisches (Silber), St. Bruder Klaus – Köln-Mülheim (1960)[6]
- Monstranz (Silber, Bergkristall, Email), St. Maria in den Benden – Düsseldorf (1961)[7]
- Altarkreuz, St. Audomar – Frechen (1963)[8]
- Altarkreuz und Tabernakel (Email und Metall), St. Mariä Namen – Siegburg-Braschoß (ca. 1968)[9]
- Silber-Messing-Abdeckung eines Taufbrunnens, St. Johann Baptist – Leichlingen (1970)[10]
- Custodia, Zum Hl. Geist, Köln Zollstock (1950er Jahre)[11]
- Tabernakel in St. Joseph, Velbert (1955)[12]